# 山崎家盛
山崎 家盛（やまざき いえもり）は、安土桃山時代から江戸時代初期にかけての武将、大名。摂津国三田城（さんだじょう）主、後に因幡国若桜藩初代藩主。

## 生涯
永禄10年（1567年）3月、近江国山崎で山崎片家の嫡男として誕生。
天正19年（1591年）、父・片家が死去によってその跡を継ぎ、摂津国三田城2万3,000石の城主となった。同年4月、従五位下左馬允に叙任される。
文禄元年（1592年）、文禄の役には秀吉に従って本陣の御前備衆として800名を率い、対馬の防衛と軍艦の輸送を担った。7月、肥前名護屋城西の丸を守備した。
文禄3年（1594年）、伏見城普請を分担。慶長3年（1598年）8月の秀吉の死において遺物道永の刀を受領。

慶長5年（1600年）、関ヶ原の役では、7月23日、摂津三田から親戚の宮城豊盛と共に石田三成の挙兵を、会津征伐で下野国小山にいた徳川家康に伝えたが、三成の催促を受けて大坂城で面会して西軍に与することになった。西軍として小野木公郷らと細川幽斎が守る丹後国田辺城攻めに参加。しかし内通しているために積極的に攻め入ることなく、ほとんど膠着状態のまま帰結した。
戦後、西軍に与したことにより改易されそうになるが、義兄・池田輝政の尽力や三成の挙兵の報告をした功があるとして許され、所領2万3,000石は安堵された。同年冬（または翌年）、因幡若桜城（八頭郡）に転封になり、7,000石の加増で、併せて知行3万石となった。また、従四位下侍従に叙任された。
慶長8年（1603年）3月5日、摂津国の住民が有馬郡藍村・本庄村で新町を開いたのに対して、領主の家盛は諸役の免除を許した。
慶長10年（1605年）、但馬国二方郡のうち2,900石分だけを取って、大部分である6,014石を実弟・宮城頼久に分知して分割支配とした。
慶長19年（1614年）、京都で死去。享年48。

## 系譜
- 父：山崎片家（1547-1591）
- 母：池田教正の娘
- 正室：天球院 - 池田恒興の娘
- 生母不明の子女
  - 長男：山崎家治（1594-1648）
  - 次男：山崎久家 - 大坂の夏陣の天王寺口で討死
  - 三男：赤田家長 - 家臣・赤田左兵衛の養子
  - 四男：山崎家正 - 采女
  - 五男：権兵衛
  - 長女：半井古庵室